# Pélou
Pélou est une commune malienne, de l'arrondissement de Dourou, dans le cercle de Bandiagara et la région de Bandiagara.

## Population
En 2009, lors du 4e recensement, la commune comptait 4 347 habitants.

## Villages
La commune s'étend sur 4 localités relevées lors du recensement général de 2009 :
- Pélou (2 565 habitants)
- Wedie (1 143 habitants)
- Yamé (327 habitants)
- Guinewolo (312 habitants)